# Стівен Айрленд
Стівен Айрленд (англ. Stephen Ireland, нар. 22 серпня 1986, Корк, Ірландія) — ірландський футболіст, півзахисник клубу «Сток Сіті».
Виступав, зокрема, за клуб «Манчестер Сіті», а також національну збірну Ірландії.

## Клубна кар'єра
Почав грати у футбол в рідному місті Коркі за молодіжну команду «Ков Ремблерс», за яку раніше грав його батько, Майкл. У шкільному віці Айрленд проходив пробні випробування в ряді британських клубів, але деяких збентежила хвороба Шляттера, якою він захворів у підлітковому віці.

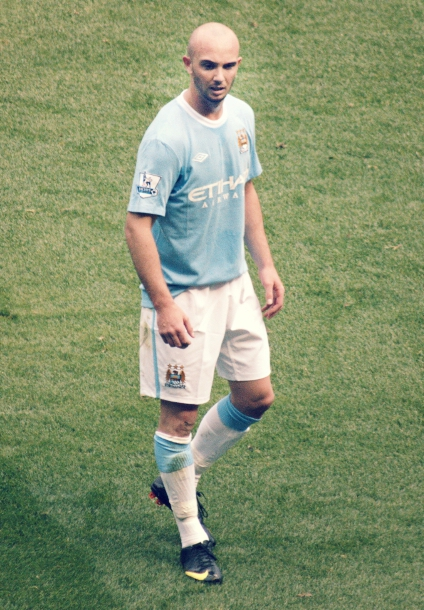
Стівен Айрленд під час виступів за «Манчестер Сіті». 8 серпня 2009

У віці 15 років Айрленд вступив у футбольну академію «Манчестер Сіті», де провів два роки. Після цього Айрленд зіграв кілька товариських матчів за основний склад «Сіті» в передсезонному турі команди 2005 року, а 18 вересня 2005 року дебютував за основний склад в матчі Прем'єр-ліги проти «Болтон Вондерерз», вийшовши на заміну на 81-й хвилині зустрічі. Вже в наступному матчі проти «Донкастер Роверс», який відбувся 21 вересня 2005 року, Айрленд вийшов на поле в стартовому складі команди. 2 жовтня 2005 року він провів свою першу гру в стартовому складі команди в Прем'єр-лізі в матчі проти «Евертона», отримавши за підсумками зустрічі звання «гравець матчу». Наступні шість матчів він також потрапляв в стартовий склад, після чого підписав контракт з клубом до 2009 року. Всього за «блакитних» Айрленд провів п'ять сезонів, взявши участь у 138 матчах чемпіонату. Більшість часу, проведеного у складі «Манчестер Сіті», був основним гравцем команди.
17 серпня 2010 року керівництво «Манчестер Сіті» придбало в «Астон Вілли» Джеймса Мілнера приблизно за 26 мільйонів фунтів, причому частина цієї суми була компенсована трансфером Айрленда, відправленого у зворотному напрямку. Стівен підписав з бірмінгемським клубом контракт на чотири роки.
На початку 2011 року Айрленд, який не зумів закріпитися в основному складі «Астон Вілли», був узятий в оренду до кінця сезону 2010/2011 «Ньюкаслом». В «Ньюкасл» гравець приїхав вже травмованим і дебютував у складі команди лише 19 квітня 2011 року в матчі з «Манчестер Юнайтед». В кінці квітня він повернувся в «Астон Віллу», отримавши чергову травму. За час перебування в складі «Ньюкасла» Айрленд провів на полі всього 49 хвилин і запам'ятався лише скандалом, пов'язаним з відвідуванням нічного клубу напередодні матчу.
2 вересня 2013 року Айрленд на правах оренди перейшов у «Сток Сіті», який у січні наступного року викупив контракт гравця. Наразі встиг відіграти за команду з міста Сток-он-Трент 48 матчів в національному чемпіонаті.

## Виступи за збірні
2005 року залучався до складу молодіжної збірної Ірландії під проводом Брайана Керра. На молодіжному рівні зіграв в одному офіційному матчі. В цей період між гравцем і тренером виникли розбіжності, після яких Айрленд, залишений поза основного складу молодіжної збірної, попросив дозволу повернутися додому в Манчестер, на що Керр пообіцяв ніколи більше не запрошувати Стівена в збірну. Пізніше Керр став тренувати національну збірну Ірландії і свою обіцянку дотримав.
У січні 2006 року збірну очолив Стів Стонтон, який вирішив запросити в команду Айрленда, що проводив непоганий сезон в «Манчестер Сіті». Новачок збірної дебютував 1 березня 2006 року в товариському матчі проти збірної Швеції, який завершився перемогою ірландців з рахунком 3:0.
Айрленд зіграв 6 матчів за збірну Ірландії, в яких відзначився 4 забитими голами. У вересні 2007 року перед важливим матчем зі збірною Чехії Айрленд попросив Стонтона відпустити його з команди, оскільки померла його бабуся. Преса невдовзі з'ясувала, що обидві бабусі Айрленда ще живі. Футболіст деякий час намагався пручатися, але потім зізнався, що збрехав і назвав справжньою причиною свого від'їзду зі збірної бажання відвідати свою дівчину в Корку, у якої нібито трапився викидень. Після цього випадку Айрленд більше не викликався в збірну Ірландії ні Стонтоном, ні його наступником Джованні Трапаттоні.
| Дата       | Місто      | Господарі  | Результат | Гості      | Турнір            | Голи | Примітки |
| ---------- | ---------- | ---------- | --------- | ---------- | ----------------- | ---- | -------- |
| 01-03-2006 | Дублін     | Ірландія   | 3 – 0     | Швеція     | товариський матч  | -    | 46'      |
| 07-10-2006 | Нікосія    | Кіпр       | 5 – 2     | Ірландія   | Відбір до ЧЄ 2008 | 1    | 83'      |
| 07-02-2007 | Серравалле | Сан-Марино | 1 – 2     | Ірландія   | Відбір до ЧЄ 2008 | 1    |          |
| 24-03-2007 | Дублін     | Ірландія   | 1 – 0     | Уельс      | Відбір до ЧЄ 2008 | 1    | 59'      |
| 28-03-2007 | Дублін     | Ірландія   | 1 – 0     | Словаччина | Відбір до ЧЄ 2008 | -    | 70'      |
| 08-09-2007 | Братислава | Словаччина | 2 – 2     | Ірландія   | Відбір до ЧЄ 2008 | 1    | 76'      |
| Усього     |            | Матчів     | 6         |            | Голів             | 4    |          |